# Wincenty Modzelewski
Wincenty Modzelewski herbu Trzywdar (zm. 16 kwietnia 1828 w Bieniądzicach) – szambelan Stanisława Augusta Poniatowskiego w 1780 roku, deputat na Trybunał Główny Koronny, rotmistrz chorągwi 2. Brygady Kawalerii Narodowej do 1783 roku, przystąpił do konfederacji targowickiej województwa sandomierskiego.
Poseł na sejm grodzieński 1793 roku od Korony z województwa inflanckiego. 
Kawaler Orderu Świętego Stanisława I klasy, Komandor Maltański.
Ojciec Michała Modzelewskiego.